# Warbreaker
Warbreaker (titre original : Warbreaker) est un roman de fantasy de Brandon Sanderson, paru en 2009 aux États-Unis puis en 2012 en France. À la base conçu comme roman indépendant, l’auteur lui a prévu une suite, pour l’instant nommée Nightblood. Le roman s’intègre toutefois dans le Cosmère.
Une version révisée a été rendue disponible sous licence Creative Commons sur Internet par l’auteur, qui n’a pas revendu ses droits sur l’ouvrage. Elle a été éditée en français par les éditions Le Livre de poche en 2024.

## Résumé
Dans le royaume d’Idria, Vivenna et Siri sont deux sœurs dont la dernière est promise par son père en mariage au tyrannique Dieu-Roi. Alors que Vivenna va tout tenter pour sauver sa sœur, le mystérieux Vasher et son épée enchantée Saignenuit poursuivent leurs mystérieux desseins.

## Personnages principaux
- Siri : une princesse rebelle et insouciante, mariée contre son gré au Dieu-Roi, petite sœur de Vivenna
- Vivenna : une princesse calme et obéissante, fiancée officielle du Dieu-Roi, grande sœur de Siri
- Chanteflamme : un dieu cynique, doutant de sa propre divinité et insatisfait de sa vie
- Vasher : un guerrier mystérieux et grincheux, possédant de grandes connaissances et capacités magiques, ainsi qu'une épée consciente nommée Saignenuit

## Magie
Le système magique présent dans l’ouvrage, nommée souffle BioChromatique et qui repose sur l’utilisation des couleurs a été reconnu comme particulièrement original [réf. à confirmer].